# Ciudad Rodrigo
Ciudad Rodrigo es un municipio y ciudad española de la provincia de Salamanca, en la comunidad autónoma de Castilla y León. Con una población de 11 846 habitantes (INE 2024), es el núcleo de población más importante del suroeste salmantino y la capital de su comarca, partido judicial y diócesis. Posee desde antiguo los títulos de «Ciudad Antigua, Noble y Leal».
Su término municipal, que, además de su capital, incluye las localidades de Águeda, Arrabal de San Sebastián, Bocacara, Ivanrey, Sanjuanejo, Pedro Toro, Valdecarpinteros y el polígono industrial La Viña, ocupa una superficie total de 240,11 km².
Está catalogado como Uno de Los Pueblos Más Bonitos de España desde el año 2016 y pertenece desde entonces a la asociación homónima.

## Geografía

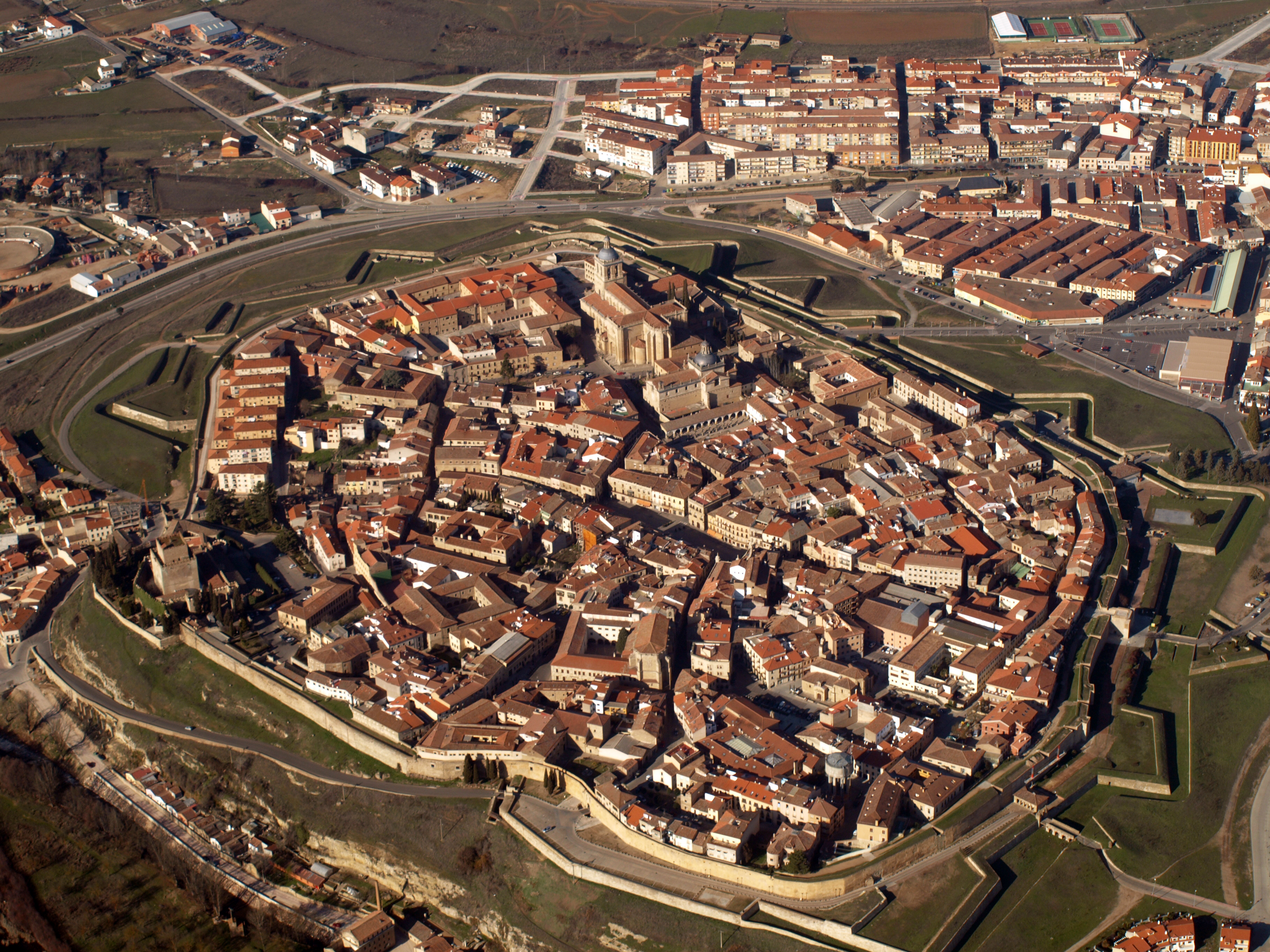
Vista aérea de Ciudad Rodrigo

Ciudad Rodrigo se encuentra a una distancia de 89 kilómetros de Salamanca, la capital provincial, y a 25 kilómetros de la frontera con Portugal (distrito de Guarda) por el oeste. Es la capital de la comarca de Ciudad Rodrigo. 
| Noroeste: Castillejo de Martín Viejo       | Norte: Castillejo de Martín Viejo y Sancti-Spíritus | Noreste: Sancti-Spíritus, Alba de Yeltes y Tenebrón                        |
| Oeste: Saelices el Chico y Carpio de Azaba |                                                     | Este: Tenebrón, Sancti-Spíritus (exclave) y Serradilla del Llano (exclave) |
| Suroeste: Carpio de Azaba y La Encina      | Sur: La Encina, Pastores y Zamarra                  | Sureste: Serradilla del Arroyo y Zamarra                                   |

### Orografía

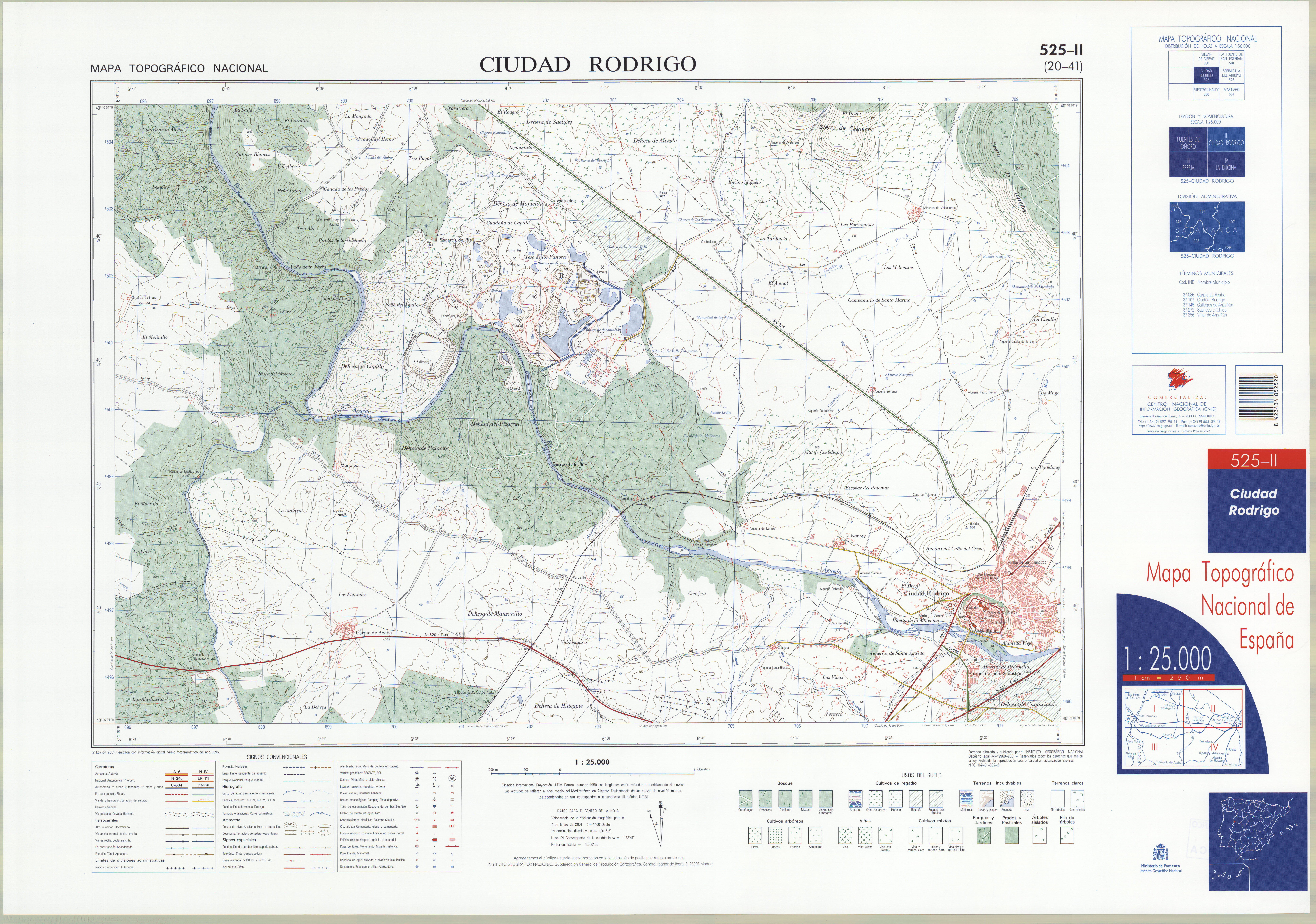
Fragmento de la hoja 525 del Mapa Topográfico Nacional de España de 2001 en el que se representa parte de Ciudad Rodrigo

Ciudad Rodrigo se encuentra situada en la Meseta Norte, concretamente en una depresión rellenada con materiales terciarios y que recibe el nombre de la ciudad, en una superficie de 240,11 km² que lo convierten en el municipio más extenso de la provincia. Por el término municipal discurre el río Águeda que ha creado un sistema de terrazas a ambos márgenes y en cuya fértil vega hay plantaciones de regadío. En el extenso término municipal se pueden ver también cultivos de secano y monte bajo, así como la típica dehesa salmantina. Cuenta además con algunas zonas más elevadas al noroeste que dan lugar a pequeñas sierras (sierra de Torralba, sierra de Camaces), donde se alcanzan las mayores alturas del municipio. La altitud oscila entre los 916 metros (sierra de Camaces) y los 610 metros a orillas del río Águeda. La ciudad se alza a 653 metros sobre el nivel del mar.

### Clima
El clima es mediterráneo continental, con inviernos fríos y lluviosos, y veranos cálidos y secos. Las lluvias son más abundantes en otoño y primavera, y en invierno también son habituales las nieblas y las heladas nocturnas, con temperaturas de hasta -10 °C. Las nevadas no son frecuentes (dos al año). Los veranos son secos y durante las horas centrales del día se pueden sobrepasar los 35 °C, si bien refresca por la noche. La temperatura media en el mes más frío, enero, es de 3,7 °C, y de 23 °C en julio, el mes más caluroso, siendo la temperatura media anual de 13 °C. La precipitación media anual es de 531 mm.

## Historia

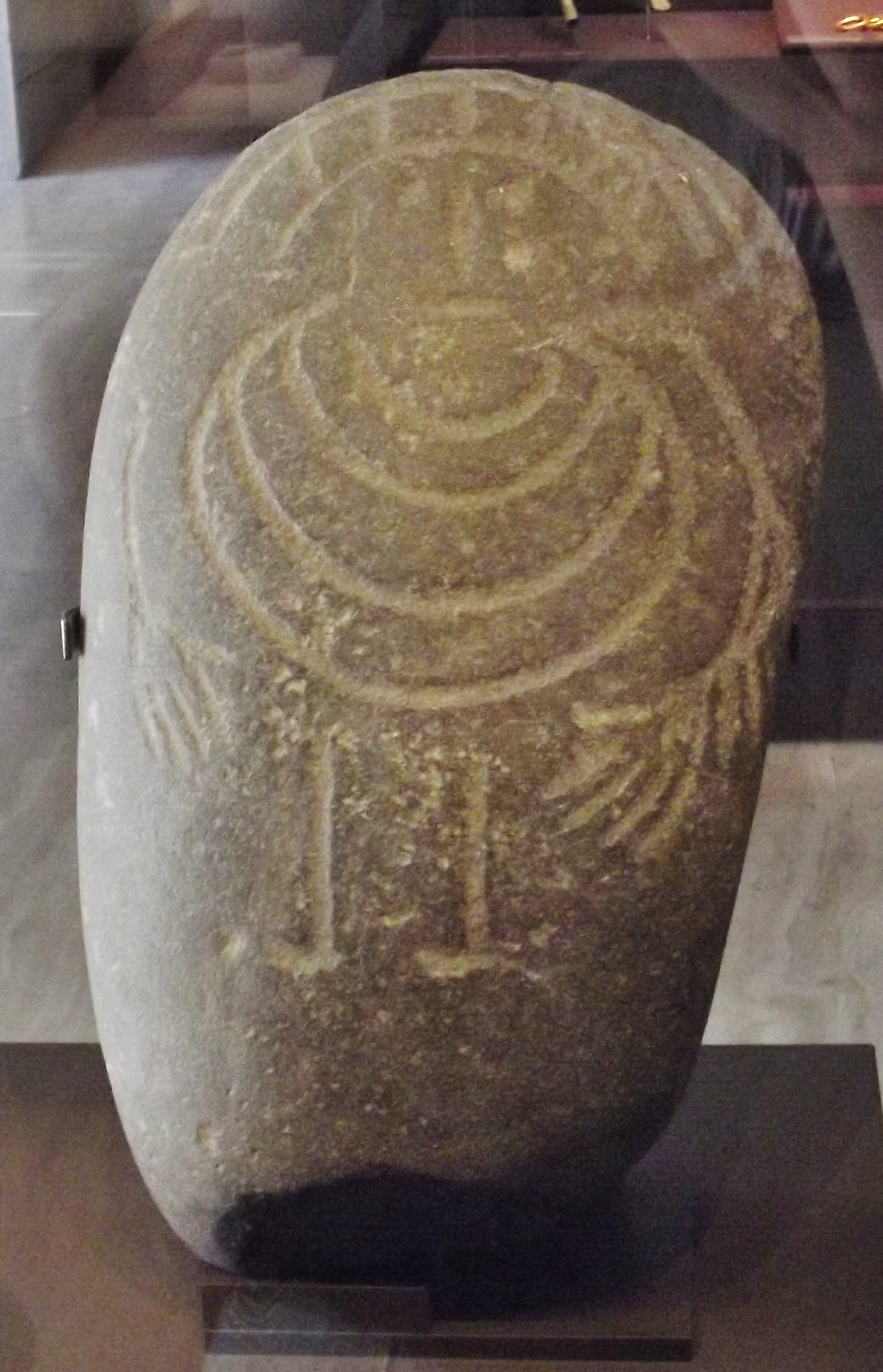
Ídolo de Ciudad Rodrigo, expuesto en el Museo Arqueológico Nacional

### Prehistoria
Ciudad Rodrigo fue un área de asentamiento humano, al menos, desde la Edad del Bronce, como así lo atestigua un ídolo que se guarda en el Museo Arqueológico Nacional de Madrid. No obstante, en los alrededores de la ciudad se han hallado algunos útiles de piedra del Paleolítico Inferior (bifaces, hendidores, cantos tallados) y a poco más de 15 km en la pedanía de Serranillo se encuentra la estación rupestre de Siega Verde, con numerosos grabados del Paleolítico Superior y que fue declarado Patrimonio de la Humanidad en 2010. En el término municipal existen también restos de la cultura megalítica (dólmenes de Pedrotoro, Rabida y El Valle) y un importante conjunto de pintura rupestre esquemática.

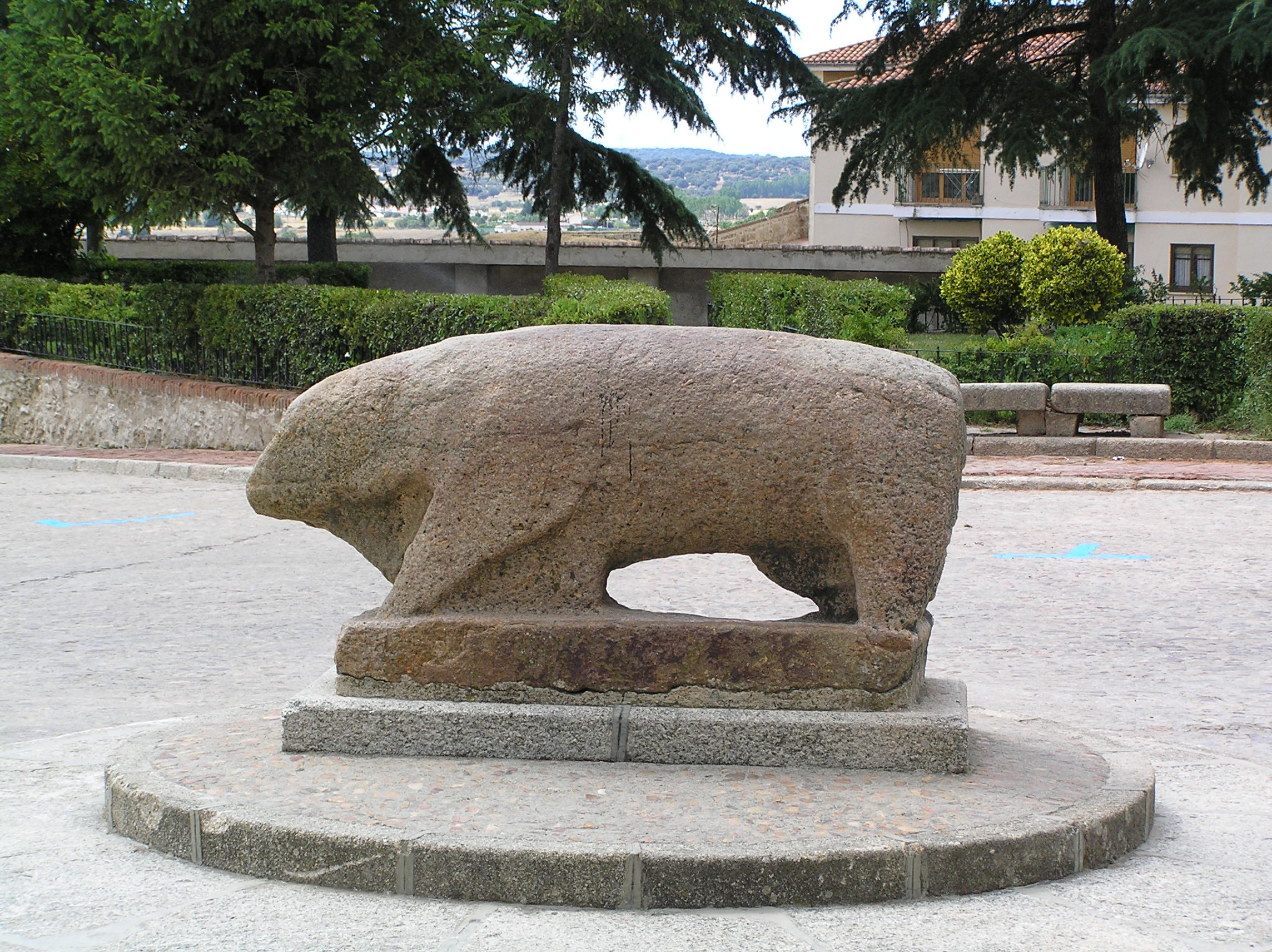
Verraco de granito, de origen vetón

Hacia el siglo VI a. C. los vetones, pueblo de posible origen celta o precelta, dominan el área. Se ha encontrado cerámica de tradición indígena en niveles de época romana en el corazón de la ciudad. Como resto de la cultura prerromana queda el verraco de piedra existente en el exterior del parador.

### Edad Antigua
De la época romana se conservan escasos restos, siendo los más conocidos los correspondientes a tres columnas de un templo; estas columnas fueron adoptadas desde la Edad Media como emblema heráldico de la ciudad. De época romana quedan también algunas inscripciones, de las que la más conocida sea, seguramente, el término augustal, que separa las lindes entre Miróbriga y Bletísama (Ledesma). Un término similar se halla en Ledesma, estableciendo los límites entre Bletísama, Miróbriga y Salmántica (Salamanca). La ciudad romana de Miróbriga tiene probada su condición de civitas por su mención de estos termini augustales. Con base en estas inscripciones se ha supuesto que la actual localidad de Ciudad Rodrigo se corresponde con Miróbriga, aunque otros autores han situado dicha ciudad romana en la actual localidad de Guadramiro. Sea como fuere, algunos historiadores entienden que el origen de la ciudad romana se debe buscar en alguno de los castros de las cercanías de la actual Ciudad Rodrigo.
Es de destacar la existencia en sus cercanías de la villa romana de Saelices el Chico.
Quedan escasos testimonios de la existencia de la ciudad durante la época sueva, visigoda y la era de Al-Ándalus.

### Edad Media
Es probable que la zona quedara integrada dentro de los reinos cristianos durante el reinado de Alfonso VI de León, a finales del siglo XI. Según la historiografía local (Antonio Sánchez Cabañas, escritor del primer tercio del siglo XVII), su primera reconstrucción y repoblación vendría alrededor del año 1100 de la mano del conde Rodrigo González Girón, de quien se dice que recibe su actual nombre, Ciudad Rodrigo. El topónimo se extiende también a otros lugares como Aldearrodrigo o Castelo Rodrigo. En un documento de la catedral de Salamanca, fechado en 1136, consta que los salmantinos compraron la aldea de «Civitatem de Roderic»; este es el testimonio más antiguo del nombre de la ciudad que conocemos, pues el de época romana se ha perdido, por más que la historiografía desde el siglo XVI quiera enlazarlo con Miróbriga, a raíz de la lectura de los términos augustales.

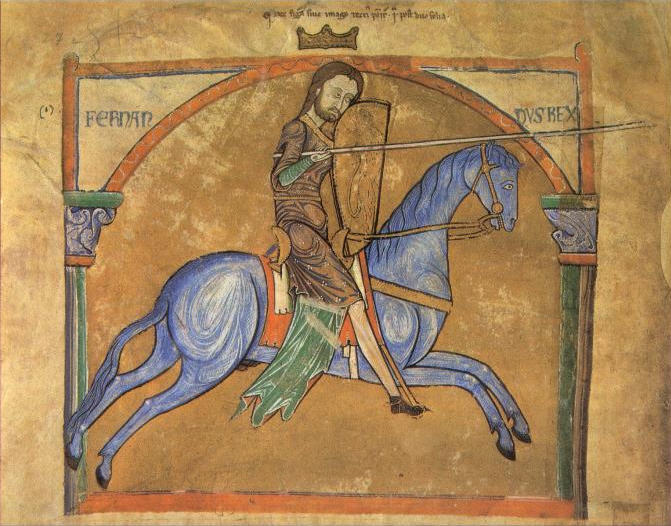
Fernando II de León creó la Diócesis de Ciudad Rodrigo en el

A partir de 1161, Fernando II de León lleva a cabo la repoblación de la ciudad y esta comienza a rodearse de una muralla. La muralla tiene más de 2 km de perímetro y siete puertas; es probable que durante su reinado empezase la construcción de la catedral, aunque la mayor parte es obra de los siglos XIII y XIV. La Crónica de la población de Ávila informa expresamente de la participación de numerosos efectivos abulenses en la repoblación de Ciudad Rodrigo. Gentes de armas, los llamados serranos, acostumbrados a la vida de frontera.

E el rey de León pobló a Ciudad. Ε los más e los mejores desta gente (abulenses) fuéronse aquella población; e non fincaron si non los tenderos e los más refezes omes.

Precisamente Fernando II fue el que elevó la ciudad a la categoría de sede episcopal, en un intento de consolidar una plaza fuerte al sur del reino leonés, frente a portugueses al oeste y almohades al sur. En el siglo XIV, el rey Enrique II Trastámara mandó construir una fortaleza, que en la actualidad es Parador Nacional.

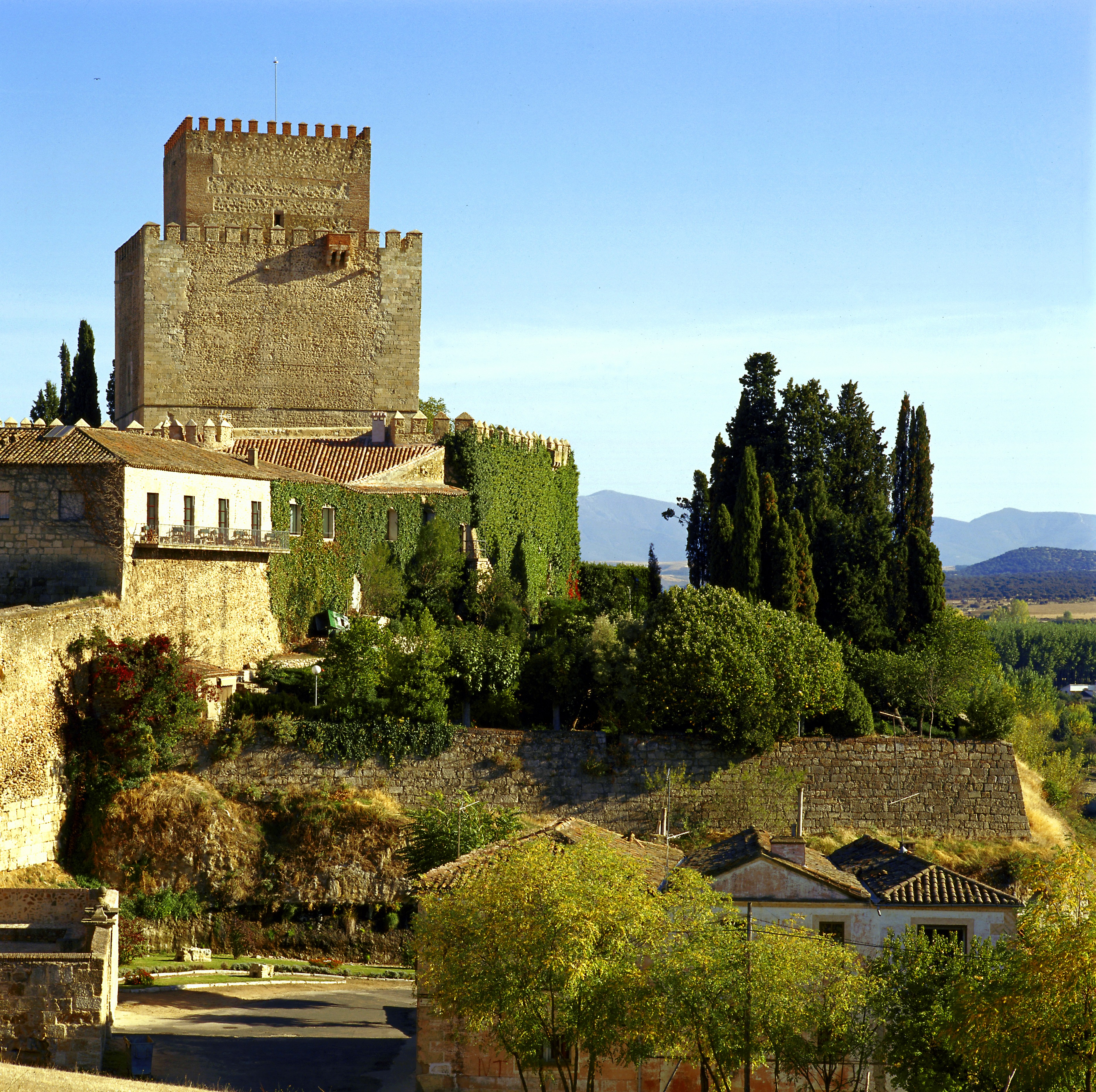
Castillo de Enrique II, actual parador nacional de turismo

La proximidad a Portugal es la que ha orientado, en buena medida, la historia de la ciudad. Fue escenario de la entrada de las tropas en el vecino reino en 1384, que terminó con el desastre de la batalla de Aljubarrota al año siguiente. Ciudad Rodrigo fue, junto con Tuy y Badajoz, una de las tres plazas más importantes de la Corona de Castilla y León frente al país vecino. Plaza española de frontera, sin embargo, momentos hubo en que la ciudad se levantó por la solución portuguesa, como ocurrió en el periodo posterior a la muerte de Pedro I en el castillo de Montiel. Fueron precisamente caballeros portugueses los que defendieron la ciudad del duro cerco al que la sometió Enrique II de Trastámara. Ciertos devaneos tuvo Ciudad Rodrigo en decantarse por Isabel o por Juana la Beltraneja y Alfonso V de Portugal, aunque finalmente abrazó la causa de Isabel.

### Edad Moderna
Durante los siglos XV y XVI, la ciudad vive una época de auge, siendo residencia de la nobleza. En esa época se construyen la mayoría de los monumentos, palacios, templos y casas señoriales que se conservan en la actualidad. En los últimos años del siglo XV y primeros del XVI, la ciudad se ve envuelta en la lucha de bandos nobiliarios, a la que no es ajeno el estamento eclesiástico. Momentos críticos se vivieron también en la época de la guerra de las Comunidades de Castilla, con la ciudad dividida entre los partidarios de Carlos I (los Águila, fundamentalmente) y los partidarios de la Comunidad (Pachecos y Chaves, entre otros). Próxima a Portugal, contó con una importante comunidad judía y luego conversa. Por este lado de la raya pasaron al vecino reino miles de judíos camino del exilio, aunque algunos retornaron para recibir el bautismo. Pero, sobre todo a mediados del siglo XVI, comienza a establecerse en la ciudad una importante comunidad judío-conversa. Contra ella comenzará a actuar el tribunal de la Inquisición de Llerena desde finales de esta centuria y, sobre todo, de manera intensa hacia 1620.

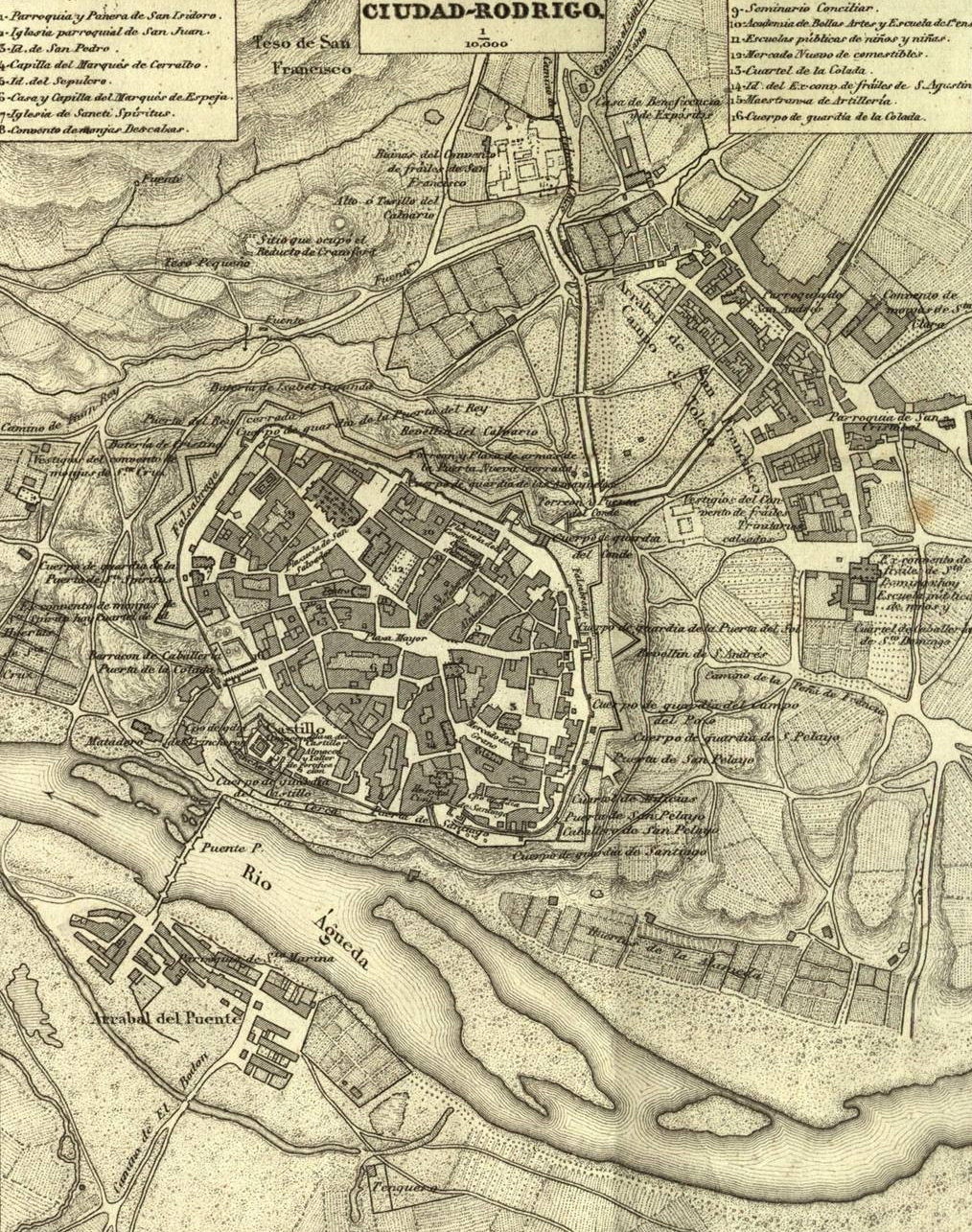
Mapa de la ciudad publicado en 1867, realizado por Francisco Coello

Durante el siglo XVII y primeros años del XVIII, Ciudad Rodrigo entra en una época de decadencia, agravada por ser escenario de diversas guerras, como la de la guerra de Restauración portuguesa o la de Sucesión, en la que los aliados pusieron sitio a la plaza.

### Edad Contemporánea
Su posición de plaza fortificada entre Portugal y Salamanca le hizo tener un papel singular en la Guerra de la Independencia. Esta es la época más crítica en la historia de la ciudad y de su entramado urbano, pues sufrió importantes daños que aún se observan en la ciudad durante los dos sitios (el sitio francés de 1810 y el aliado de 1812). Durante el sitio francés de 1810 el mariscal francés Michel Ney tomó la plaza de Ciudad Rodrigo el 9 de julio tras un sitio de veinticuatro días. Las tropas españolas del mariscal Andrés Pérez de Herrasti defendieron la ciudad, rindiéndose sólo cuando los franceses abrieron una brecha en las murallas. El sitio retrasó durante un mes la tercera invasión de Portugal del mariscal francés André Masséna.
Un año y medio más tarde, estando el ejército francés de retirada, el general británico Wellington iniciaría el 9 de enero el llamado sitio de Ciudad Rodrigo de 1812. Finalmente, tomaría la ciudad a los franceses la noche del 19 de enero tras abrir dos brechas en las murallas. Durante el sitio murieron los generales británicos Henry Mackinnon y Robert Craufurd. Tras la captura de la plaza, Wellington dirigió su ejército a Badajoz. En recompensa por la liberación de la ciudad, a Wellington se le dio el título de duque de Ciudad Rodrigo. Varias son las monografías que han tratado alguno de estos episodios, entre ellas Napoleón y la Península Ibérica. Ciudad Rodrigo y Almeida, dos asedios análogos, 1810 (1984, 2006), de Donald D. Horward.
Con la creación de las actuales provincias en 1833, Ciudad Rodrigo quedó integrada en la provincia de Salamanca, dentro de la Región Leonesa, siendo una de las cabeceras de partido judicial. Tras la sublevación del 18 de julio de 1936 que originó la Guerra Civil, hubo una débil oposición republicana en la provincia de Salamanca localizada tanto en Béjar como en Ciudad Rodrigo. Los socialistas trataron de organizar la resistencia en Ciudad Rodrigo, donde lograron mantener a la Guardia Civil dentro del cuartel hasta el lunes 20, pero finalmente llegó un grupo de guardias de refuerzo y se hicieron con el control de la ciudad, deteniendo al alcalde y a varios significados dirigentes locales del Frente Popular. En posteriores fechas, se realizó una fuerte represión con continuos «paseos» de los vencidos.

## Demografía
Ciudad Rodrigo cuenta con una población de 11 846 habitantes (INE 2024).
| Gráfica de evolución demográfica de Ciudad Rodrigo entre 1842 y 2021 |
| |
| Población de derecho según los censos de población del INE Población de hecho según los censos de población del INEEn 1857 crece el término del municipio porque incorpora a Valdecarpinteros En 1877 crece el término del municipio porque incorpora a Bocacara |

Según el Instituto Nacional de Estadística, Ciudad Rodrigo tenía, a 31 de diciembre de 2018, una población total de 12 513 habitantes, de los cuales 6031 eran hombres y 6482 mujeres. Respecto al año 2000, el censo refleja 14 556 habitantes, de los cuales 6972 eran hombres y 7584 mujeres. Por lo tanto, la pérdida de población en el municipio para el periodo 2000-2018 ha sido de 2043 habitantes, un 14 % de descenso. El gentilicio que reciben éstos es el de mirobrigense (o rodericense o civitatense, prefiriéndose este último para designar a toda la población del área diocesana). Coloquialmente se les denomina también «farinatos».
Además de Ciudad Rodrigo, los demás núcleos de población del municipio son:
- Bocacara, independiente hasta mediados del siglo XIX, que cuenta con 147 habitantes, de los cuales 77 eran varones y 70 mujeres
- Águeda, pueblo de colonización fundado en 1954 con 103 habitantes (58 varones y 45 mujeres).
- Ivanrey, con 66 habitantes (35 varones y 31 mujeres).
- Sanjuanejo, con 49 habitantes (21 varones y 28 mujeres).
- Arrabal de San Sebastián, con 29 habitantes (18 varones y 11 mujeres).
- Pedro Toro, con 6 habitantes (4 varones y 2 mujeres).
- Polígono industrial La Viña, con 9 habitantes.
- Valdecarpinteros, despoblado, fue independiente hasta mediados del siglo XIX.

### Transporte y comunicaciones
A Ciudad Rodrigo llegan las siguientes carreteras.
- A-62 o autovía de Castilla (parte de la E-80 europea), que atraviesa el municipio entre los pK 314 y 332.
- N-620, carretera desde Burgos a Portugal por Tordesillas (parte de la E-80 europea).
- CL-526, carretera desde Ciudad Rodrigo al límite de Castilla y León con Extremadura por Robleda y Villasrubias.
- SA-200, carretera desde la N-620 a la frontera con Portugal por Ituero de Azaba y Puebla de Azaba.
- SA-220, carretera desde Béjar (A-66, N-630) a Ciudad Rodrigo.
- SA-324, carretera desde Ciudad Rodrigo a Lumbrales.

## Administración y política

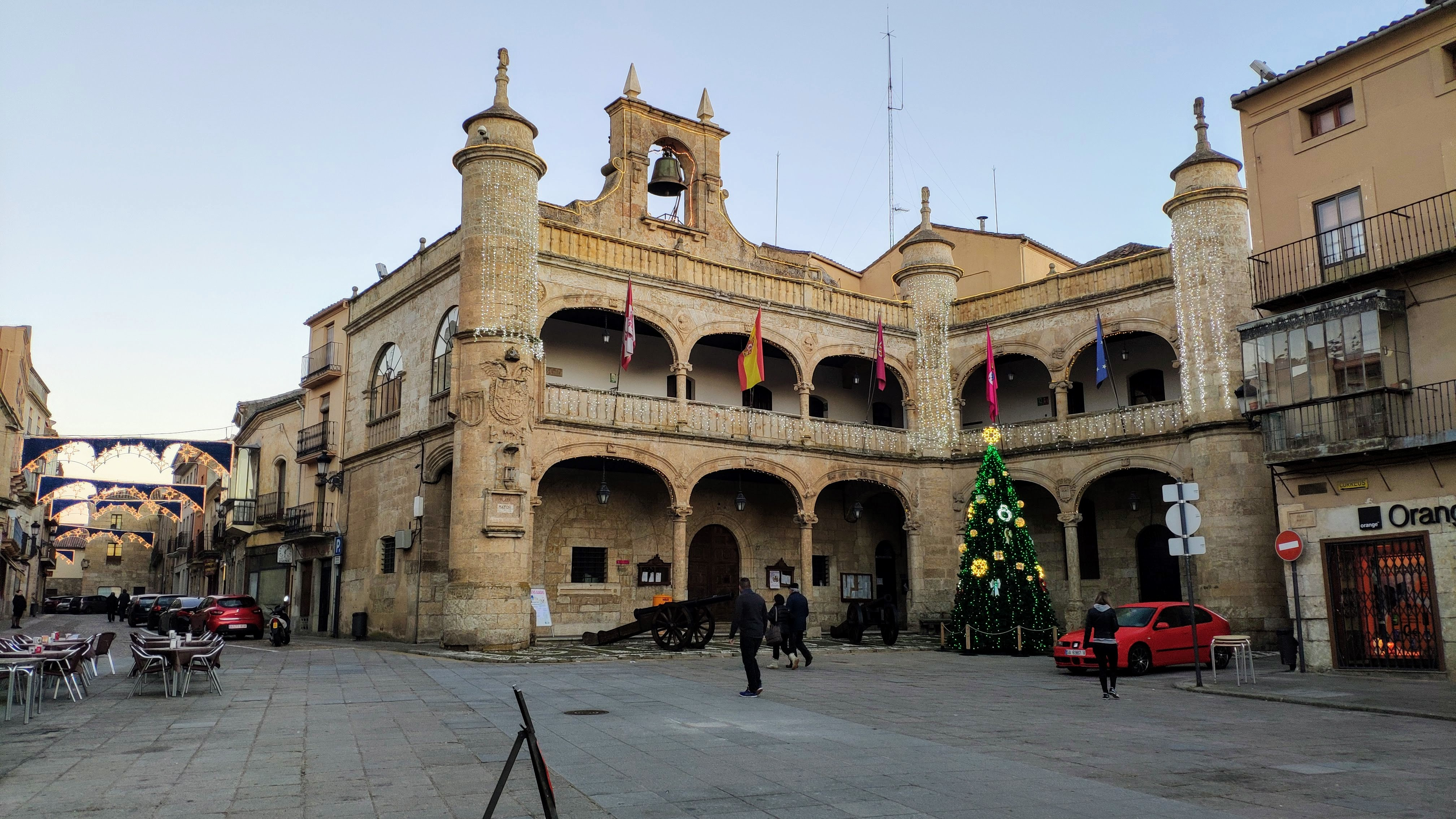
Casa consistorial, sede del Ayuntamiento de Ciudad Rodrigo, en la plaza Mayor

### Gobierno municipal
El actual alcalde del municipio es Marcos Iglesias Caridad, del Partido Popular (PP) tras ganar este partido con mayoría absoluta las elecciones municipales de 2019, y ser reelegido en los comicios de mayo de 2023 al hacerse con el 65,59 % del voto emitido.
| Periodo   | Nombre                           | Partido | Partido                                  |
| --------- | -------------------------------- | ------- | ---------------------------------------- |
| 1979-1982 | Manuel Delgado                   |         | Unión de Centro Democrático (UCD)        |
| 1982-1983 | Leopoldo Gómez                   |         | Unión de Centro Democrático (UCD)        |
| 1983-1991 | Miguel Cid                       |         | Partido Socialista Obrero Español (PSOE) |
| 1991-1995 | Dionisio Holgado                 |         | Partido Popular (PP)                     |
| 1995-2015 | Francisco Javier Iglesias García |         | Partido Popular (PP)                     |
| 2015-2019 | Juan Tomás Muñoz                 |         | Partido Socialista Obrero Español (PSOE) |
| 2019-act. | Marcos Iglesias Caridad          |         | Partido Popular (PP)                     |

| Partido político                                   | 2023  | 2023  | 2023       | 2019  | 2019  | 2019       | 2015  | 2015  | 2015       | 2011  | 2011  | 2011       | 2007  | 2007  | 2007       | 2003  | 2003  | 2003       |
| Partido político                                   | %     | Votos | Concejales | %     | Votos | Concejales | %     | Votos | Concejales | %     | Votos | Concejales | %     | Votos | Concejales | %     | Votos | Concejales |
| Partido Popular (PP)                               | 65,59 | 4162  | 12         | 48,55 | 3454  | 9          | 40,09 | 2891  | 7          | 48,50 | 3741  | 9          | 49,37 | 4072  | 10         | 57,12 | 4708  | 10         |
| Partido Socialista Obrero Español (PSOE)           | 24,33 | 1544  | 4          | 26,40 | 1878  | 5          | 20,22 | 1458  | 4          | 29,87 | 2304  | 6          | 38,37 | 3165  | 7          | 34,72 | 2862  | 6          |
| Vox                                                | 6,43  | 408   | 1          | —     | —     | —          | —     | —     | —          | —     | —     | —          | —     | —     | —          | —     | —     | —          |
| Podemos-Alianza Verde-Se Puede (SP)                | 2,14  | 136   | 0          | 1,59  | 113   | 0          | 2,40  | 173   | 0          | —     | —     | —          | —     | —     | —          | —     | —     | —          |
| Ciudadanos (CS)                                    | —     | —     | —          | 12,00 | 854   | 2          | 15,59 | 1124  | 3          | —     | —     | —          | —     | —     | —          | —     | —     | —          |
| Izquierda Unida (IU)                               | —     | —     | —          | 10,54 | 750   | 1          | 18,55 | 1338  | 3          | 14,62 | 1128  | 2          | 1,75  | 144   | 0          | —     | —     | —          |
| Unión Progreso y Democracia (UPyD)                 | —     | —     | —          | —     | —     | —          | 1,12  | 81    | 0          | —     | —     | —          | —     | —     | —          | —     | —     | —          |
| Partido Progresista Industrial Mirobrigense (PPIM) | —     | —     | —          | —     | —     | —          | 0,65  | 47    | 0          | 0,76  | 59    | 0          | 0,81  | 67    | 0          | —     | —     | —          |
| Coalición SI por Salamanca (SI)                    | —     | —     | —          | —     | —     | —          | —     | —     | —          | 4,32  | 333   | 0          | —     | —     | —          | —     | —     | —          |
| Unión del Pueblo Salmantino (UPSa)                 | —     | —     | —          | —     | —     | —          | —     | —     | —          | —     | —     | —          | 4,15  | 342   | 0          | 6,17  | 509   | 1          |

#### Evolución de la deuda viva municipal
El concepto de deuda viva contempla solo las deudas con cajas y bancos relativas a créditos financieros, valores de renta fija y préstamos o créditos transferidos a terceros, excluyéndose, por tanto, la deuda comercial.
| Gráfica de evolución de la deuda viva del Ayuntamiento entre 2008 y 2023                                 |
| |
| Deuda viva del Ayuntamiento de Ciudad Rodrigo, en miles de euros, según datos del Ministerio de Hacienda |

## Cultura

### Patrimonio histórico-artístico

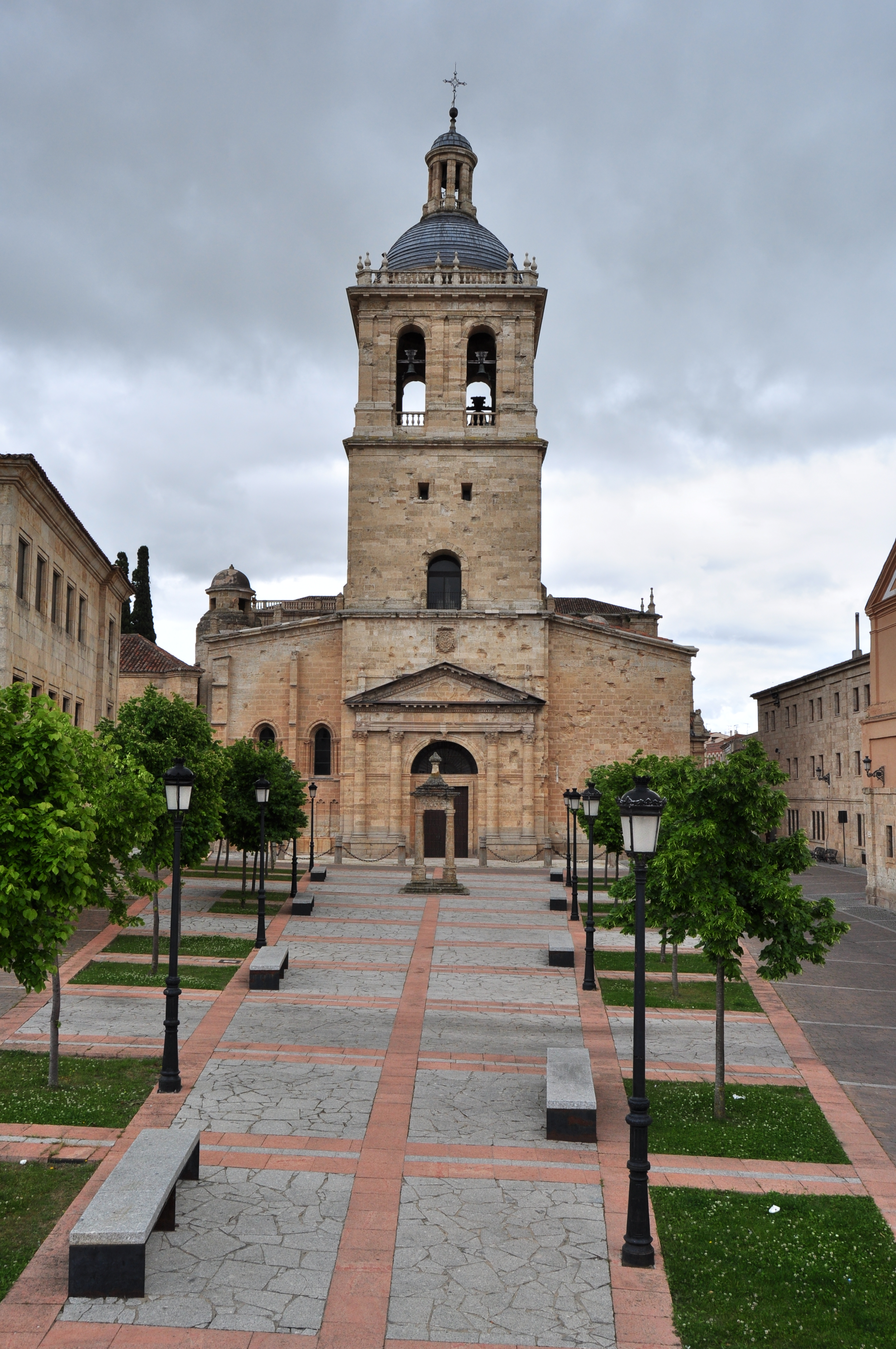
Catedral de Santa María

En 1944 fue declarada conjunto histórico-artístico, gracias a su muralla, catedral, palacios e iglesias. También cuenta con el ayuntamiento, la capilla de Cerralbo, el palacio de los Castro, el palacio de los Águila, el palacio de la marquesa de Cartago o la casa de los Vázquez. El libro de J. R. Nieto González: Ciudad Rodrigo. Análisis del patrimonio artístico trata el patrimonio artístico de la localidad. En la actualidad este casco histórico comprendido en el recinto de murallas cuenta con el estatus de bien de interés cultural, en la categoría de conjunto histórico, con el código RI-53-0000010.
- Castillo de Enrique II. Mandado construir por el rey Enrique II en el año 1372, con modificaciones posteriores (torre caballera, 1466-1472, y barrera interna, Antonio del Águila, 1507). Fue sede del Museo Regional de Ciudad Rodrigo entre los años 1928 y 1936.[29] En la actualidad es un Parador Nacional.
- Catedral de Santa María: del siglo XII al XIV. Iniciada bajo el reinado de Fernando II de León es románica en transición al gótico. La torre se construyó entre 1764 y 1770. De junio a diciembre de 2006 se celebró la exposición Las Edades del Hombre.
- Murallas: comenzaron a ser construidas por Fernando II de León en el siglo XII y tienen más de dos kilómetros de perímetro. Constituyen la muralla interior, de cal y canto. En el siglo XVIII se construyeron los baluartes exteriores en forma de dientes de sierra en piedra arenisca. Hoy cuenta con seis puertas, la del Sol, la del Conde, la de Amayuelas, la de Sancti Spiritus, la de la Colada y la de Santiago, habiendo perdido la antigua falsa puerta «del Rey» frente a la Torre de la Catedral.
- Palacio de la marquesa de Cartago: de estilo neogótico, construido a finales del siglo XIX y reformado en 1953.
- Casa del primer marqués de Cerralbo: situada en la plaza Mayor. Data de la primera mitad del siglo XVI.
- Capilla de Cerralbo: de estilo herreriano, de Juan Ribero de Rada, siglos XVI y XVII. Levantada «para hacer sombra a la catedral» como panteón funerario de la familia Pacheco, gracias a la intercesión del Cardenal Francisco Pacheco de Toledo, tras la negativa del Cabildo de la Seo civitatense a derribar parte de la capilla mayor para hacer girola para enterramiento de dicha familia. Iglesia parroquial de El Sagrario de la Catedral desde finales del siglo XIX, cuando la familia la cedió a la diócesis. Varias pérdidas artísticas en esa donación, aunque aún alberga piezas importantes, como el retablo, en madera de nogal, obra del ensamblador mirobrigense Alonso de Balbás, con un extraordinario tabernáculo, el óleo de La Inmaculada del sevillano Domingo Martínez, o la estatua orante del XVII marqués de Cerralbo y el frontal de altar de la capilla del lado del evangelio, obras de Mariano Benlliure.

- Casa consistorial: del siglo XVI y estilo renacentista. En 1903 se añadió el ala de la derecha.
- Casa de la Cadena: casa señorial del siglo XVI. Ha sufrido diversas reformas al ser usada desde la Guerra de Sucesión como cuartel.
- Casa de los Vázquez: casa señorial del siglo XVI, de estilo gótico. Restaurada en 1923 con elementos del convento de San Francisco. Actualmente alberga las instalaciones de Correos y Telégrafos.
- Antiguo convento de las Franciscanas Descalzas: edificio de 1739. Su construcción se atribuye a Manuel de Larra Churriguera. Actualmente residencia geriátrica Obispo Téllez, en honor a Fray Gregorio Téllez, obispo de Ciudad Rodrigo que mandó construir el convento en el llamado Campo de Trigo.
- Iglesia de San Pedro y San Isidoro: iglesia con orígenes en el siglo XII, época de la que conserva un ábside románico mudéjar. Reformada en los siglos XVI, XVIII y XX para albergar los panteones familiares de familias nobles mirobrigenses, entre las que destacan los Vázquez, que costearon la capilla mayor. Un indiano miembro de esta familia regaló a la parroquial un hermoso óleo de la Virgen de Guadalupe obra del mexicano Juan Correa (1646-1716).
- Plaza de Herrasti: se encuentra en el extremo noroeste del recinto amurallado, junto a la catedral. Se nombró así en honor al general Andrés Pérez de Herrasti, defensor de la plaza durante la Guerra de la Independencia y contiene un monumento en su nombre y la tumba del guerrillero de la Guerra de la Independencia Julián Sánchez el Charro.
- Iglesia de San Andrés: de origen románico (del que conserva dos interesantes portadas), la iglesia de San Andrés es, junto con la de San Pedro, la más antigua de la ciudad. En su interior destaca el retablo, obra de Miguel Martínez de la Quintana y dos cuadros barrocos: Virgen con Niño y San Juanito jugando con Jesús.

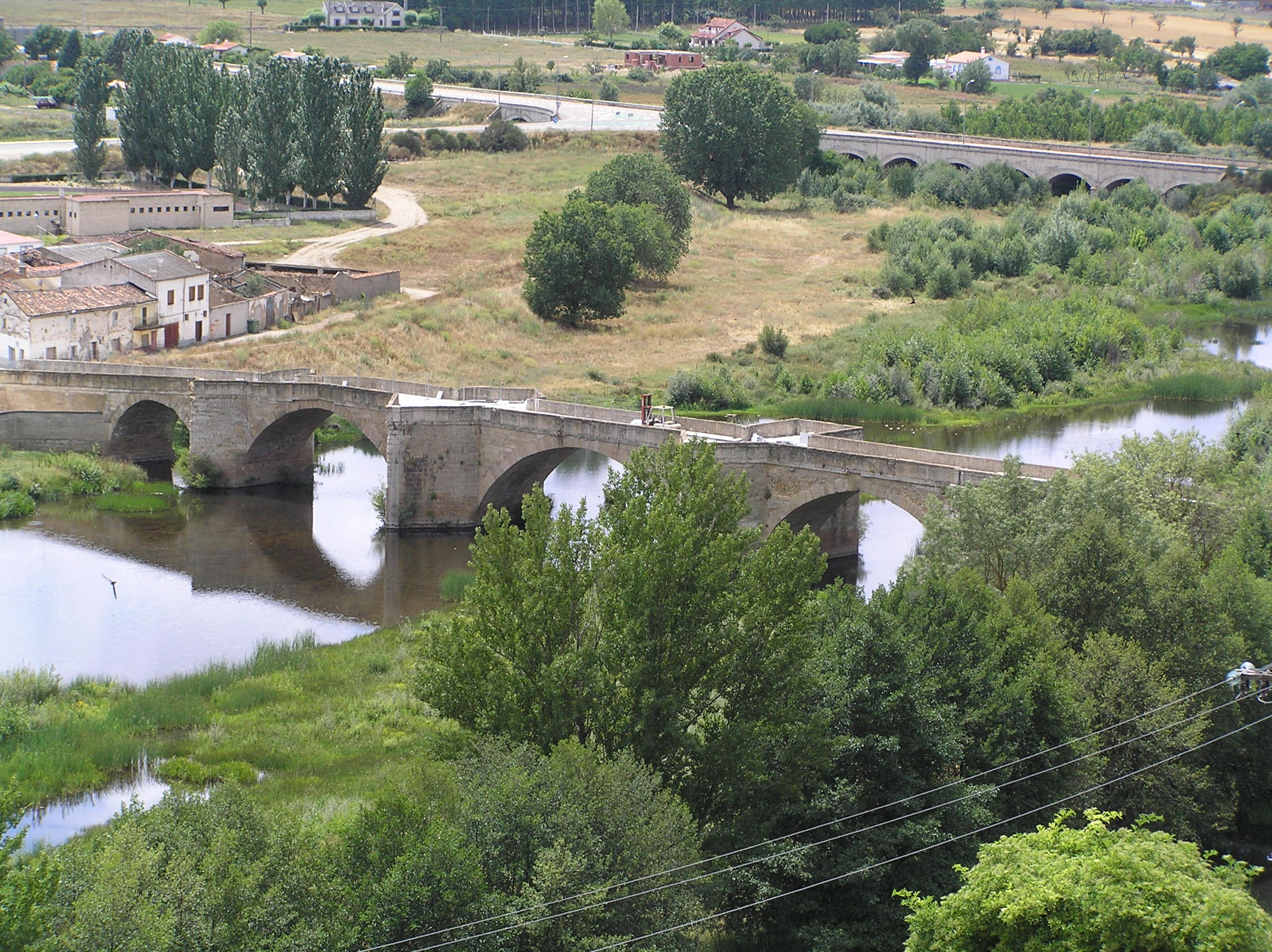
Puente mayor

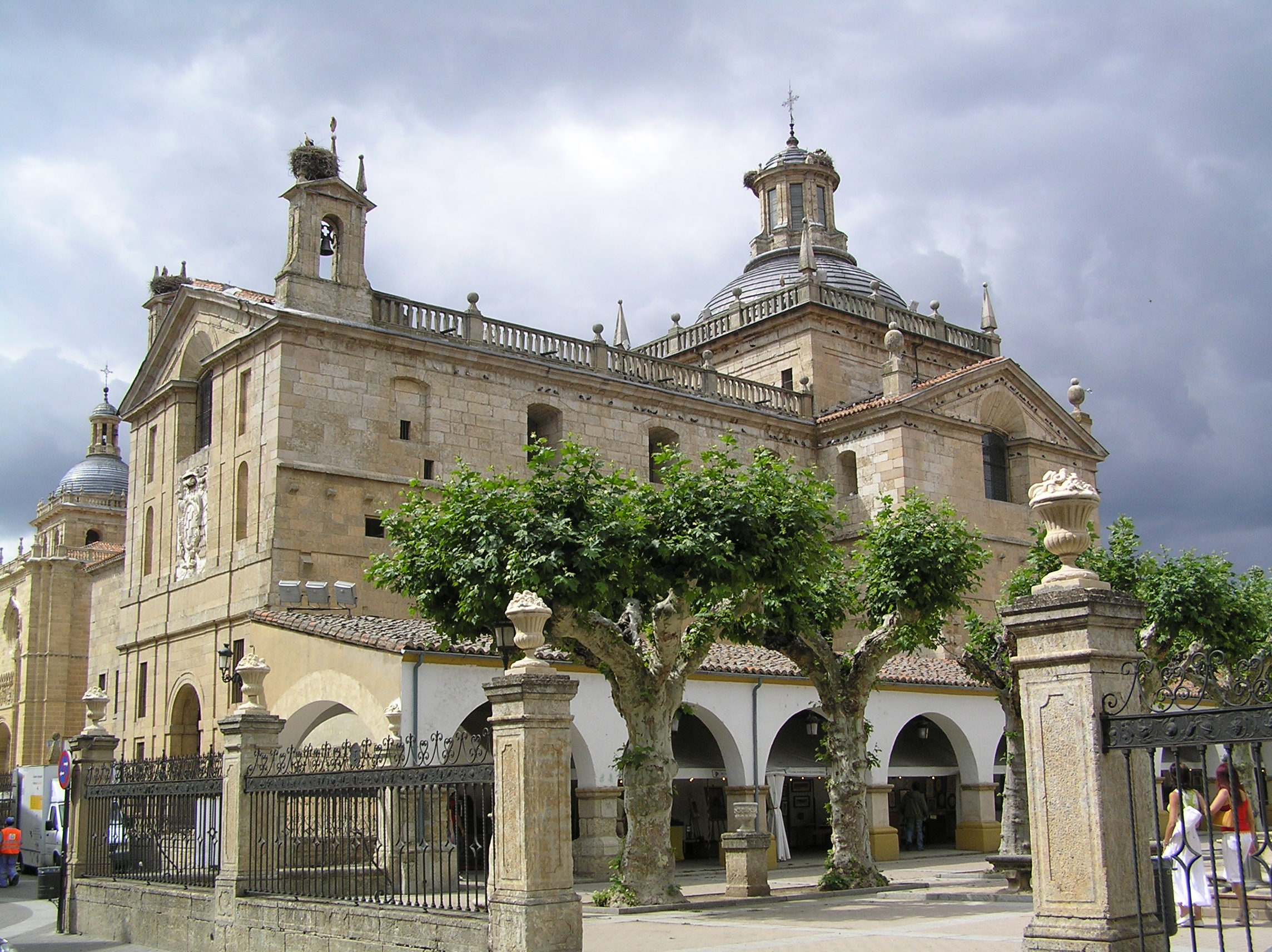
Vista de la capilla de Cerralbo desde la plaza del Buen Alcalde

- Iglesia de San Cristóbal: antiguo templo reconstruido en el siglo XVIII gracias al obispo Gregorio Téllez. Conserva dos retablos barrocos, el del lado de la epístola alberga una imagen de san Cristóbal del siglo XV y una barroca de San Sebastián, el patrono de la ciudad y que proviene de la derruida ermita del Santo, junto al Hospicio.
- Hospital de la Pasión. Institución asistencial fundada durante la época de los Reyes Católicos, que ha llegado hasta nuestros días con parecidos fines. Edificio del siglo XVI muy modificado durante el siglo XVIII. La capilla alberga un interesante Crucificado de Lucas Mitata que forma un Calvario con un San Juan y una María obra del mirobrigense Juan de Remesal. Entre su patrimonio destaca la Virgen del Buen Suceso, pieza de marfil hispano-filipina regalada por el Capitán Pacheco Maldonado, quien dejó buena parte de su herencia en el siglo XVI a esta institución benéfica.

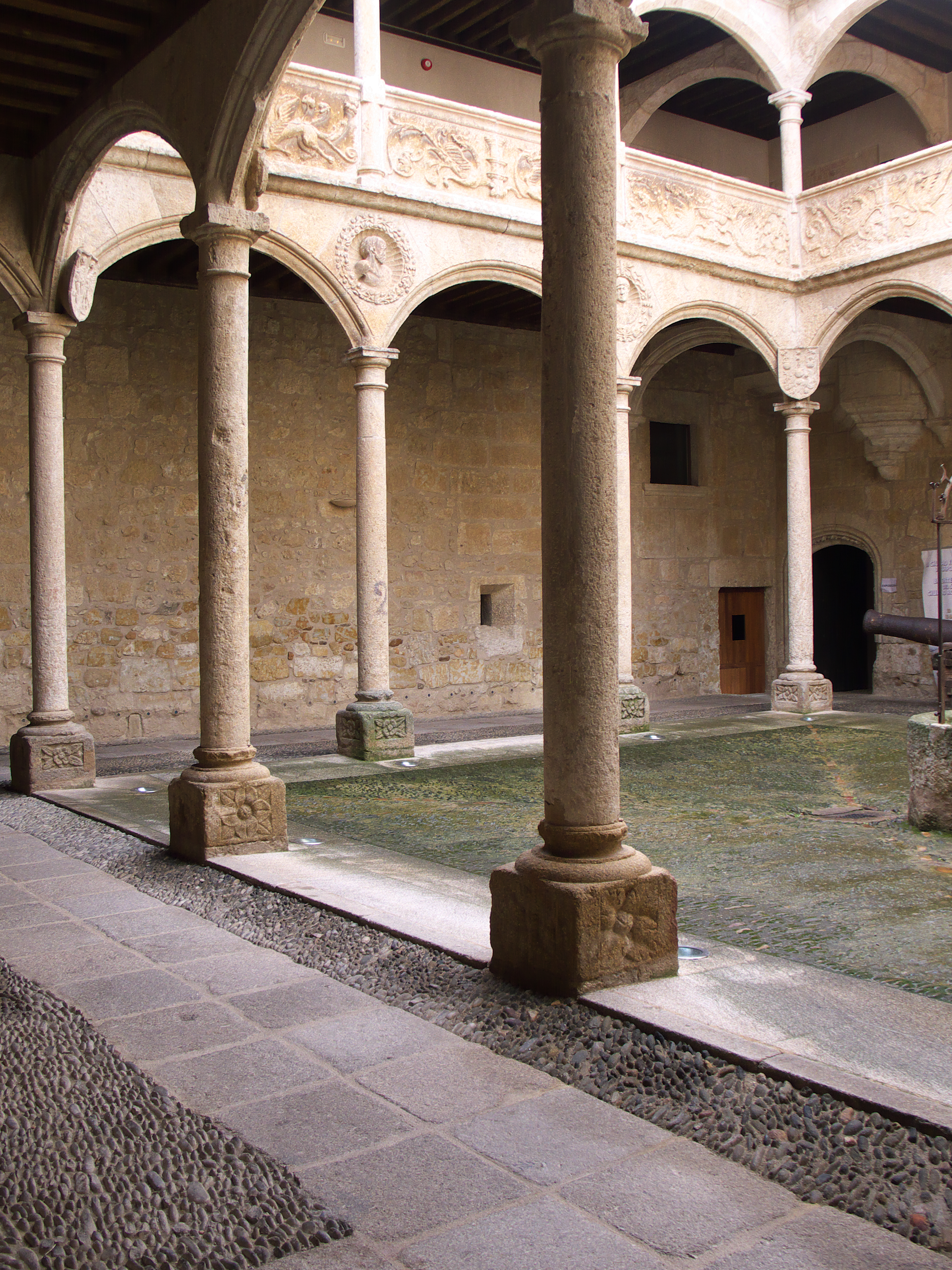
Patio del Palacio de los Águila

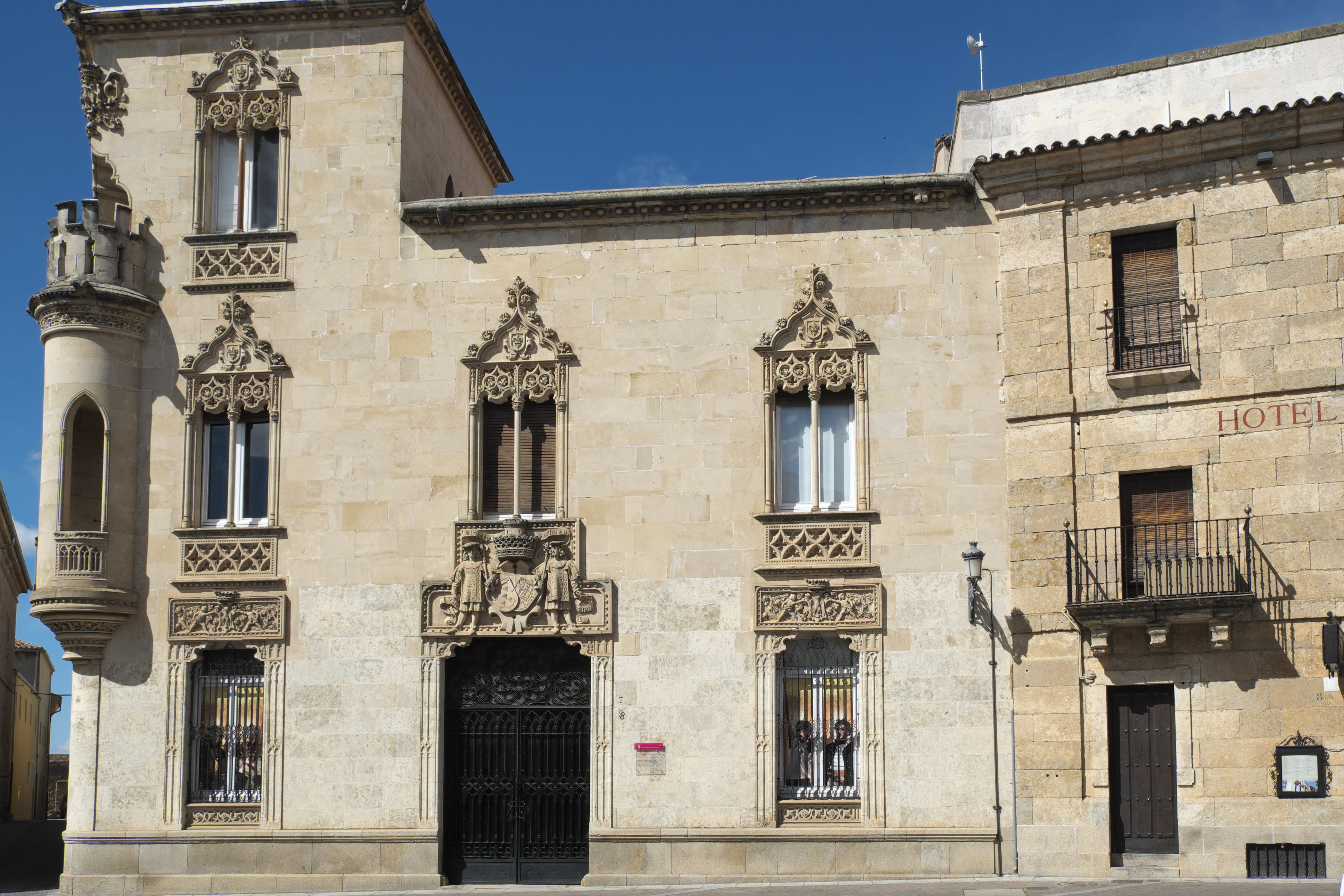
Palacio de la Marquesa de Cartago

- Hospicio. La Real Casa de Expósitos, fundada en el siglo XVIII por el obispo ilustrado Cayetano Cuadrillero y Mota. Interesante edificio proyectado por Juan de Sagarbinaga.Farinato ibérico, producto típico

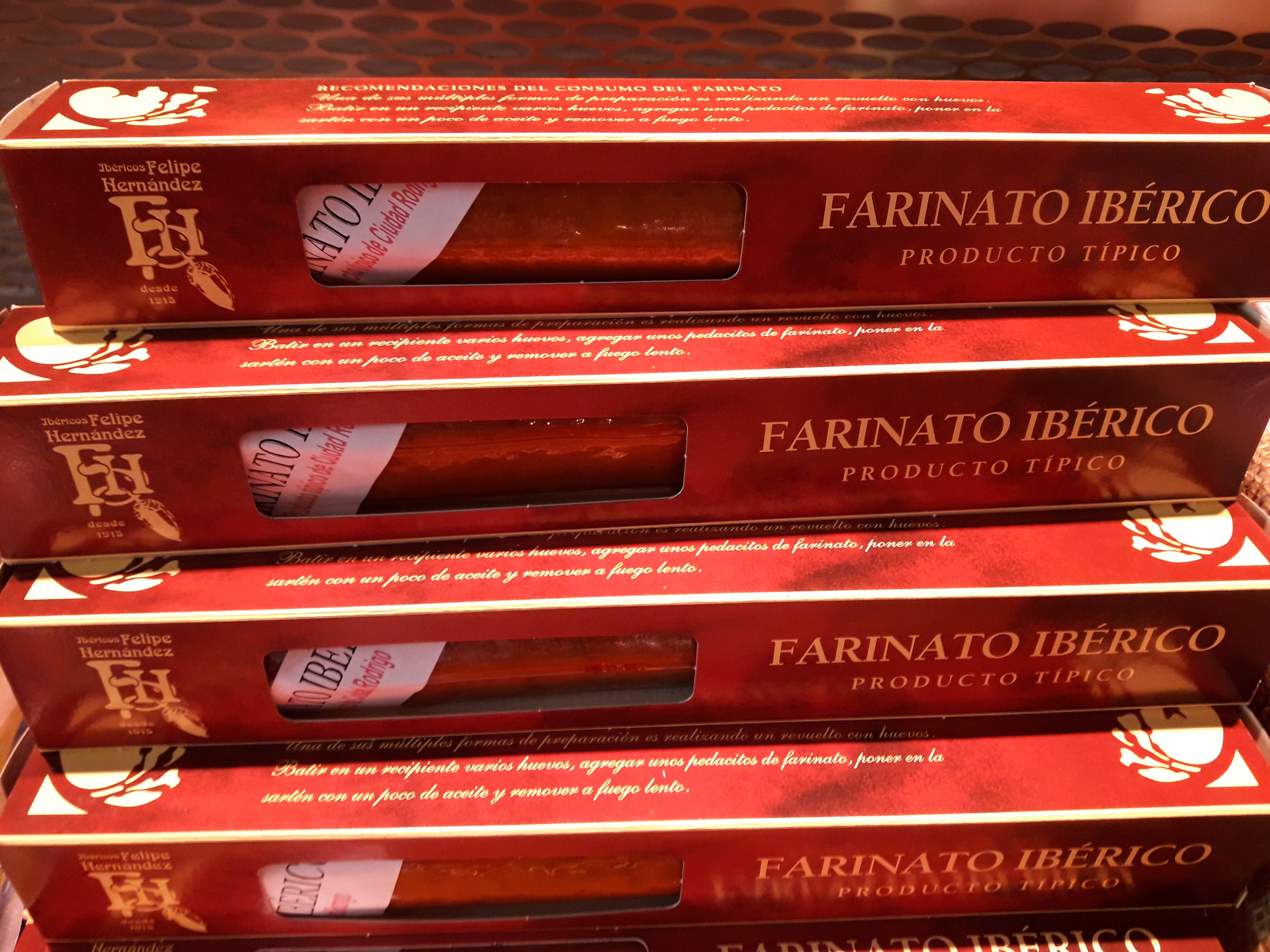
Farinato ibérico, producto típico

- Seminario Diocesano de San Cayetano. Sobrio edificio, también obra de Juan de Sagarbinaga, muy restaurado tras las destrucciones provocadas por la Guerra de la Independencia. La capilla, de una sola nave con crucero añadido, acoge un retablo barroco procedente del Convento de Franciscanas Descalzas.
- Ruinas del convento de San Francisco. Restos del gran convento de la orden Franciscana. Se conservan sendas capillas funerarias del siglo XVI, correspondientes a las familias Águila y Centeno respectivamente.
- Convento de San Agustín. Edificio del siglo XVI, hoy reutilizado como colegio de MM Teresianas.
- Palacio de los Águila o del Príncipe de Melito. Palacio renacentista.
- Palacio de los Ávila y Tiedra, conocido durante su historia por el nombre de otras familias que lo han poseído (Castro, o, en las últimas décadas, de los Montarco, por ser su antiguo dueño el titular de dicho condado). Extraordinario palacio renacentista con gusto francés. Recientemente restaurado y dedicado a la hostelería.
- Otros palacios repartidos por el conjunto amurallado, desde edificios del siglo XVI como la Casa de los Sexmeros, hoy casa municipal de cultura, hasta monumentales casas del siglo XX de corte historicista como el palacio de Velasco, junto a la Puerta de Amayuelas.

### Fiestas y festivales

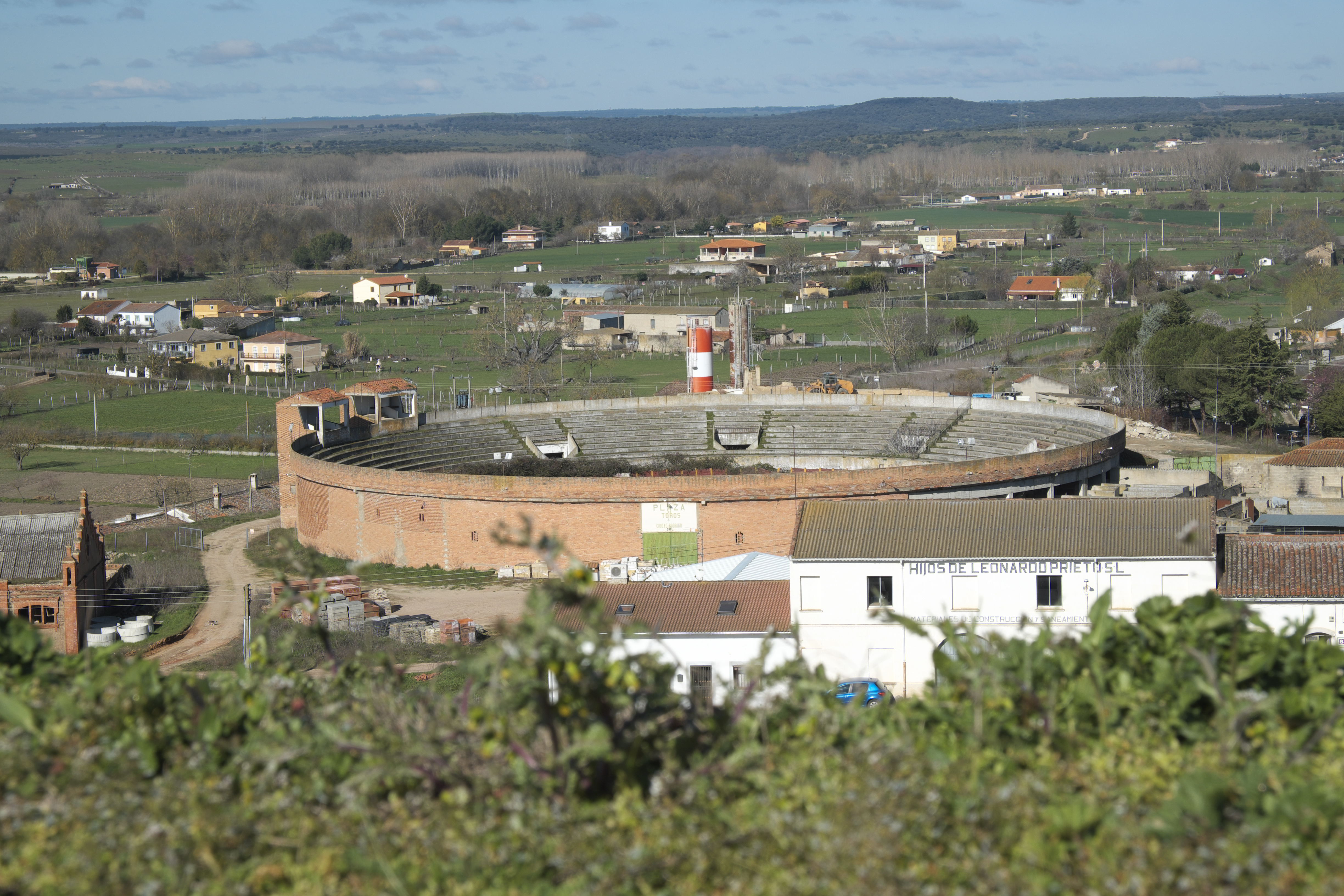
Plaza de toros abandonada

- San Sebastián, (20 de enero). Celebración del día del patrón de la ciudad.
- San Blas (3 de febrero). En el cercano monasterio de La Caridad, de la localidad de Sanjuanejo, se celebra una especie de romería en la que, según la tradición, todo aquel que se ponga en el cuello la gargantilla bendecida previamente por el santo, y lo mantenga hasta el miércoles de ceniza, no padecerá infecciones de garganta.
- Carnaval del Toro. Es la fiesta más importante. Se celebra coincidiendo con las fechas anteriores a la Cuaresma (febrero o marzo). La plaza mayor se convierte en un coso taurino de madera que construyen muchos de los ciudadanos de la localidad. Una peculiaridad de esta plaza es su forma rectangular. Es la celebración más conocida y famosa de la zona, de gran interés turístico nacional e incluso internacional. La tradición perdura, y los encierros, corridas y capeas son el principal atractivo de esta festividad. En Ciudad Rodrigo se corrían toros ya en 1417, así lo atestigua su documento más antiguo.
- Se ha convertido también en tradición el Campanazo, un peculiar chupinazo de la localidad mirobrigense. En él, jóvenes, y no tan jóvenes, acompañados de las charangas y al ritmo de la ya famosa Campana gorda, dan la bienvenida al carnaval.
- La Charrada, celebrado excepcionalmente en julio del año 2013. Es el festival más importante de folklore charro.
- Lunes de aguas, segundo lunes después de Pascua. Se ha extendido a toda la provincia de Salamanca la tradición salir al campo a comer el típico hornazo.
- Martes Mayor, generalmente segundo martes del mes de agosto. Cada año, en el mes de agosto, se celebra este día en el que las calles de Ciudad Rodrigo se convierten en algo parecido a un mercado medieval. La hostelería y el comercio locales salen a la calle a exponer desde los productos típicos de la tierra, hasta recuerdos para turistas, pasando por la posibilidad de degustar la gastronomía de la zona. La celebración de mercado ha sido también tradicional en Ciudad Rodrigo durante todos los martes del año. En 1475 los Reyes Católicos concedieron a la ciudad, como premio o compensación por los continuos asedios que su situación fronteriza con Portugal le propiciaba, el privilegio de celebrar cada martes un mercado franco, para atraer a los comerciantes y facilitar a los mirobrigenses la compra de todo tipo de productos. En 1990 el Ayuntamiento de Ciudad Rodrigo, recordando este momento de la historia, decidió crear un día de mercado franco, al que se llamó Martes Mayor.
- Feria de teatro, generalmente a finales de agosto. Cada año acuden a ella decenas de compañías teatrales, tanto nacionales como internacionales, para representar sus obras. Es de gran interés turístico, un atractivo principal para los amantes de la cultura y el teatro.

### Gastronomía
La especialidad típica de la cocina mirobrigense son los huevos fritos con farinato, siendo el farinato un embutido elaborado con miga de pan, grasa de cerdo, pimentón y especias que posee Denominación de Origen. También destacan las patatas meneás, la chanfaina y el hornazo (especie de empanada rellena de embutidos, que se suele comer en el campo el Lunes de Aguas). En la repostería sobresalen las perrunillas, los mantecados, el bollo maimón, que es un bollo utilizado en celebraciones familiares como bodas, comuniones y bautizos; el repelao: dulce con almendras y sabor parecido al mazapán, las floretas y las obleas elaboradas con harina, huevos, leche y anís, originariamente eran fabricadas en los conventos.

### Deporte
La entidad deportiva más importante de la ciudad es el Ciudad Rodrigo Club de Fútbol que milita en regional preferente, la 6.ª categoría del fútbol español. La localidad también cuenta con otro club de fútbol, la Unión Deportiva Mirobrigense, que compite en 1.ª división provincial de Salamanca.
Otras disciplinas o actividades practicadas en Ciudad Rodrigo son el ciclismo, el pádel, el tiro con arco contando con los clubes de tiro con arco Arcomiróbriga y Arqueros del Águeda. También es popular en Ciudad Rodrigo el fútbol sala contando con un equipo en tercera división, el CD Tres Columnas.
Otro deporte importante en Miróbriga es el atletismo. Contando con unas Pistas Municipales, una Escuela y un Club federado de esta disciplina.

## Ciudades hermanadas
- Arcachón (Francia, desde 1989).
- Aveiro (Portugal, desde 1989).
- Viseo (Portugal, desde 1989).